# David Starkey

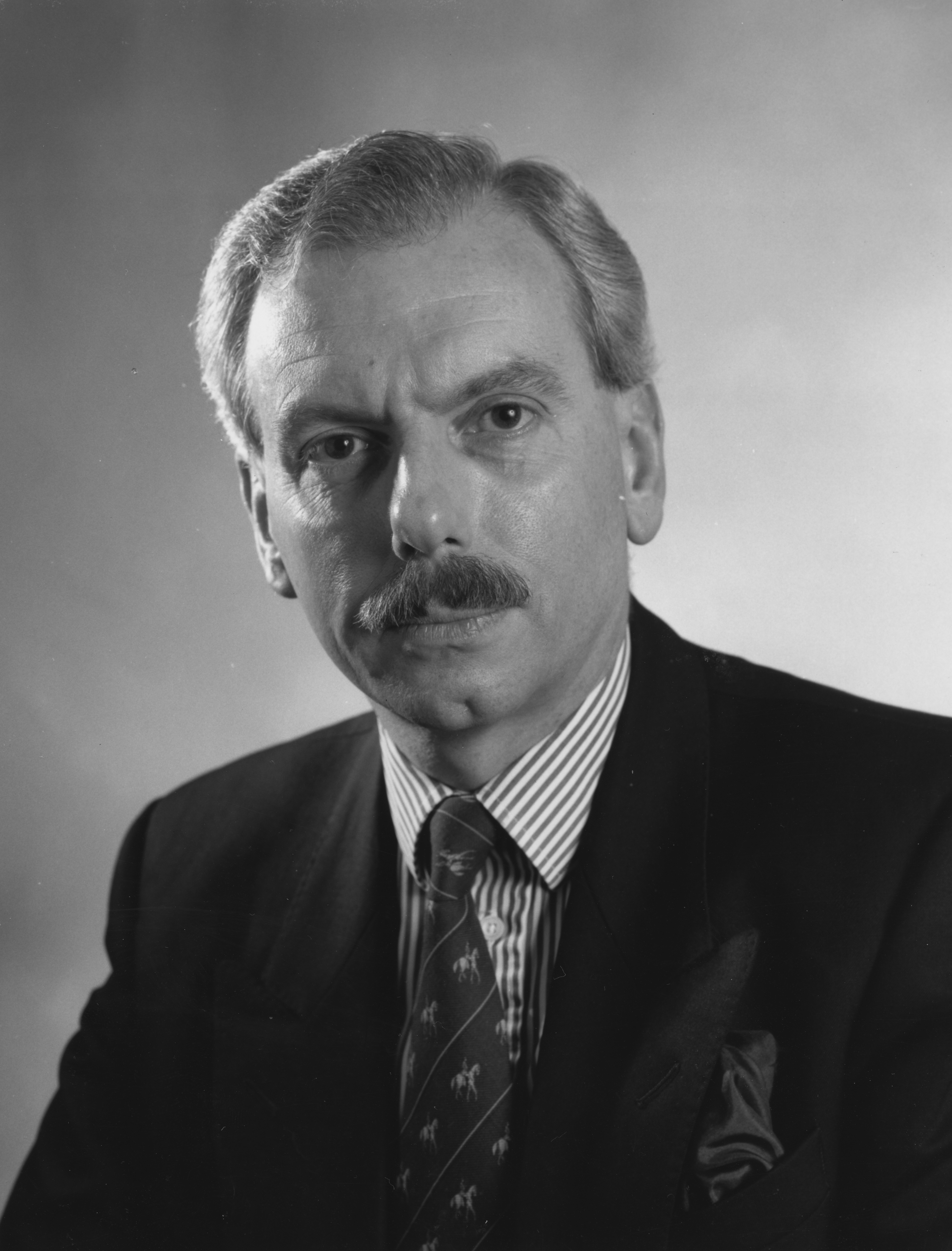
David Starkey

David Starkey (* 3. Januar 1945 in Kendal, Westmorland) ist ein britischer Historiker und Autor.

## Leben
Nach seiner Schulzeit in Kendal, Westmorland, studierte Starkey Geschichte an der University of Cambridge. Von 1972 bis 1998 unterrichtete er als Dozent für Geschichte an der London School of Economics. Neben seiner Tätigkeit als Lehrer war er im britischen Radiosender BBC 4 im Programm The Moral Maze als Radiomoderator zu hören. Starkey schrieb als Autor im Laufe der Jahre viele Werke zur Geschichte Englands. Er gilt allgemein als Experte für die Tudor-Zeit.
Zu einer heftigen Kontroverse geriet eine am 13. August 2011 im Fernsehen der BBC gemachte Bemerkung Starkeys, wonach die gewalttätigen Unruhen in England 2011 ein Ausdruck einer „gewaltsamen, zerstörerischen und nihilistischen Gang-Kultur“ gewesen seien, die weiße „Proleten“ (engl. „chavs“) von „schwarzen Einwanderern“ übernommen hätten. Starkey wurde daraufhin des Rassismus bezichtigt, zumal er dem umstrittenen rechtslastigen Politiker Enoch Powell Recht gab, der als Resultat der Masseneinwanderung nach Großbritannien „Ströme von Blut“ („Rivers of Blood“) über die Insel meinte kommen zu sehen.
2015 sah sich die University of Cambridge dazu gezwungen, ein Werbevideo mit Starkey wieder zurückzunehmen, nachdem hunderte Studenten und Mitarbeiter der Universität dessen Beteiligung auf Grund seiner Rassismuskontroversen heftig kritisiert hatten.
Im Juli 2020 erntete Starkey heftige Kritik, nachdem er in einem Interview geäußert hatte: „Sklaverei war kein Genozid, andernfalls wären nicht so viele verdammte Schwarze in Britannien“ (engl.: „Slavery was not genocide, otherwise there wouldn't be so many damn blacks in Africa or in Britain would there?“). Nach dieser Aussage distanzierte sich sein ehemaliges College in Cambridge und versprach, dass seine Ehrenmitgliedschaft untersucht werden würde. Der ehemalige Schatzkanzler Großbritanniens Sajid Javid brandmarkte sie als rassistisch und als „eine Erinnerung, dass solche erschreckenden Meinungen immer noch existieren“.
Starkey lebte über 21 Jahre bis zu dessen Tod im Jahre 2015 mit seinem Lebenspartner James Brown in London und Kent.

## Werke (Auswahl)
- 1985: This Land of England (gemeinsam mit David Souden)
- 1986: The Reign of Henry VIII: Personalities and Politics
- 1986: Revolution Reassessed: Revisions in the History of Tudor Government and Administration (1986) (herausgegeben gemeinsam mit Christopher Coleman)
- 1987: The English Court from the Wars of the Roses to the Civil War
- 1990: Rivals in Power: the Lives and Letters of the Great Tudor Dynasties
- 1991: Henry VIII: A European Court in England
- 1998: The Inventory of Henry VIII: The Transcript, Ausgabe 1 (gemeinsam mit Philip Ward und Alistair Hawkyard)
- 2000: Elizabeth: Apprenticeship
- 2000: The Stuart Courts - Foreword (herausgegeben von Eveline Cruickshanks)
- 2002: The Inventory of Henry VIII: Essays and Illustrations, Ausgabe 2, (gemeinsam mit Philip Ward und Alistair Hawkyard)
- 2002: The Inventory of Henry VIII: Essays and Illustrations, Ausgabe 3, (gemeinsam mit Philip Ward und Alistair Hawkyard)
- 2003: The Six Wives: The Queens of Henry VIII
- 2003: Elizabeth I: The Exhibition Catalogue
- 2004: The Books of King Henry VIII and His Wives - Introduction and Preface (James P. Carley)
- 2004: The Monarchy of England: The Beginnings
- 2006: Monarchy: From the Middle Ages to Modernity
- 2007: Making History: Antiquaries in Britain, 1707-2007 - Introduction (herausgegeben von Sarah McCarthy, Bernard Nurse und David Gaimster)
- 2008: Henry: Virtuous Prince
- 2009: Introduction to Henry VIII; Man & Monarch (herausgegeben von Susan Doran, British Library)
- 2010: Crown and Country (Harper Press)